# Du Hongjian
Du Hongjian (杜鴻漸; 709 – 13 de dezembro de 769)), Zhisun (之巽), formalmente Duque Wenxian de Wei (衛文憲公), foi um monge budista e político chinês durante a dinastia Tang que serviu como chanceler durante o reinado do Imperador Daizong. Ele era conhecido, e muito criticado pelos historiadores tradicionais chineses, por sua devoção ao Budismo, uma manifestação da qual era seu patrocínio ao mestre Chan Wuzhu.

## Início de vida
Du Hongjian nasceu em 709, durante o segundo reinado do Imperador Zhongzong. Sua família era da Prefeitura de Pu (濮州, aproximadamente moderno Heze, Shandong) e reivindicava sua ascendência do general da dinastia Qin Du He (杜赫), e se rastreava até uma linha de oficiais durante as dinastias Wei do Norte, Qi do Norte, Sui e Tang. Dizia-se que os membros do clã tinham tão boas relações que não se dividiram por cinco gerações até Du Xian. Tanto o bisavô de Du Hongjian, Du Yikuan (杜義寬), quanto o avô, Du Chengzhi (杜承志), eram oficiais de baixo escalão. Seu pai, Du Pengju (杜鵬舉), serviu como prefeito de uma prefeitura e era conhecido por seu conhecimento como médico - conhecimento que ele aprendeu porque sua mãe frequentemente adoecia - além de ser um oficial. O primo de Du Pengju, Du Xian, serviu como chanceler durante o reinado do sobrinho do Imperador Zhongzong, Imperador Xuanzong. Du Hongjian tinha pelo menos um irmão mais velho, Du Lingyuan (杜靈瑗).
Diziam que Du Hongjian era inteligente e estudioso. Após passar no exame imperial, ele foi nomeado conselheiro militar do filho do Imperador Xuanzong, Li Bin (李玢, o Príncipe de Yan. Mais tarde, a pedido de An Sishun, o governador militar (Jiedushi) do Circuito de Shuofang (朔方, sediado na moderna Yinchuan, Ningxia), ele se tornou secretário de An. 

## Apoio a Li Heng como imperador
Em 755, o general An Lushan (meio-irmão de An Sishun) se rebelou em Fanyang (范陽, na moderna Pequim), e até o verão de 756, as forças de seu novo estado de Yan estavam se aproximando da capital Tang, Chang'an, forçando o Imperador Xuanzong a fugir para Chengdu. No entanto, o filho do Imperador Xuanzong e príncipe herdeiro Li Heng, não o seguiu para Chengdu, mas considerou fugir para Lingwu (a capital do Circuito de Shuofang); por enquanto, ele permaneceu em Pingliang. Enquanto isso, com o novo governador militar do circuito, Guo Ziyi, lutando contra as forças de Yan no leste, Du Hongjian estava servindo como governador militar interino em Lingwu, e ele consultou os outros principais oficiais do circuito - Lu Shaoyou (陸少遊), Cui Yi (崔漪), Lu Jianjin (盧簡金), e Li Han (李涵) - e decidiu dar as boas-vindas a Li Heng em Lingwu. Li Han então foi a Pingliang e encontrou-se com Li Heng, que concordou. Du e Cui foram para o sul para escoltar Li Heng até Lingwu, enquanto deixavam Wei em Lingwu para preparar a chegada de Li Heng. Uma vez que se encontraram com Li Heng, eles retornaram a Lingwu com ele.
Quando chegaram a Lingwu, Du e outro oficial imperial que havia acompanhado Li Heng, Pei Mian, advogaram que Li Heng deveria assumir o trono diante da emergência que o império enfrentava. Li Heng concordou, e ele foi declarado imperador (como Imperador Suzong) - um ato que o Imperador Xuanzong reconheceu posteriormente. Ele nomeou Du como Zhongshu Sheren (中書舍人), um oficial de nível intermediário no escritório legislativo do governo (中書省)  e logo o nomeou vice-ministro da defesa (武部侍郎, Wubu Shilang).

## Durante o reinado do Imperador Suzong
Em 757, o Imperador Suzong nomeou Du Hongjian como governador militar do Circuito de Hexi (河西, sediado na moderna Wuwei, Gansu). Mais tarde no mesmo ano, após as forças conjuntas de Tang e Huige recapturarem Chang'an e a capital oriental Luoyang, o Imperador Suzong nomeou Du como governador militar do Circuito de Jingnan (荊南, sediado na moderna Jingzhou, Hubei). Em 759, depois que os oficiais do exército da Prefeitura de Xiang (襄州, na moderna Xiangfan, Hubei) Kang Chuyuan (康楚元) e Zhang Jiayan (張嘉延) se rebelaram e atacaram a capital de Jingnan, a Prefeitura de Jing, Du abandonou Jing e fugiu. Como resultado, as prefeituras ao redor entraram em pânico, e os funcionários de cinco prefeituras ao redor também abandonaram seus postos, fugindo para os vales. A rebelião foi eventualmente suprimida ainda naquele ano por Wei Lun (韋倫), o prefeito da Prefeitura de Shang (商州, na moderna Shangluo, Shaanxi). Após cerca de um ano, Du foi chamado de volta ao governo imperial para servir como Shangshu You Cheng (尚書右丞, um dos secretários gerais do escritório executivo (尚書省, Shangshu Sheng)), vice-ministro dos assuntos civis (吏部侍郎, Libu Shilang), e ministro do culto (太常卿, Taichang Qing).

## Durante o reinado do Imperador Daizong
Em 762, tanto o Imperador Xuanzong (então Taishang Huang (imperador aposentado)) quanto o Imperador Suzong morreram em rápida sucessão, e o filho do Imperador Suzong, Imperador Daizong, assumiu o trono. Du Hongjian foi encarregado dos sepultamentos dos Imperadores Xuanzong e Suzong. Após os dois imperadores serem sepultados, ele recebeu o título honorífico de Guanglu Daifu (光祿大夫) e foi nomeado Duque de Wei. Em 764, o Imperador Daizong o nomeou novamente como vice-ministro da defesa (agora com o título Bingbu Shilang (兵部侍郎)) e lhe deu o título de Tong Zhongshu Menxia Pingzhangshi (同中書門下平章事), tornando-o um chanceler de facto. Ele logo também foi nomeado Zhongshu Shilang (中書侍郎), o vice-chefe do escritório legislativo. Em 765, quando o Imperador Daizong entrou em um tratado de paz com Tufan, ele designou Du e o colega chanceler Yuan Zai para assinar o tratado com o emissário de Tufan.
Em 766, depois que o Circuito de Xichuan (西川, sediado na moderna Chengdu) foi lançado em um estado de guerra civil após o governador militar Guo Ying'ai (郭英乂) ser morto pelo oficial militar Cui Gan e vários outros oficiais militares - Bo Maolin (柏茂琳), Yang Zilin (楊子琳), e Li Changkui (李昌夔) - se levantaram para resistir a Cui, o Imperador Daizong nomeou Du como governador militar de Xichuan, bem como vice-comandante supremo da região, para tentar acalmar o circuito. No entanto, no caminho, Du ouviu dizer que o governador militar do Circuito de Shannan Oeste (山南西道, sediado na moderna Hanzhong, Shaanxi), Zhang Xiancheng (張獻誠), tinha sido derrotado por Cui e tinha medo de avançar. Ele enviou mensageiros para fazer propostas a Cui, que agiu com o máximo de respeito possível e ofereceu subornos a Du. Quando Du chegou a Chengdu, Cui o tratou com o máximo de respeito formal, mas não lhe permitiu nenhum controle real sobre o governo. Em resposta, Du recomendou repetidamente ao Imperador Daizong que deixasse Cui se tornar governador militar enquanto apaziguava Bo, Yang e Li Changkui, fazendo deles prefeitos de suas prefeituras. O Imperador Daizong concordou relutantemente, embora inicialmente tenha feito de Cui apenas o prefeito do Município de Chengdu e o comandante militar, sob Du.
Em 767, Du solicitou retornar a Chang'an. O Imperador Daizong concordou, e ele nomeou Cui como governador militar e permitiu que Du retomasse seu serviço como chanceler e nomeou Cui como governador militar - uma ação pela qual as pessoas da época criticaram Du, acreditando que ele estava incentivando a rebelião. Ao retornar a Chang'an, Du, um devoto budista, agradeceu ao Buda realizando um banquete vegetariano para mais de 1.000 monge budistas. Enquanto isso, dizia-se que, porque Du e seus colegas chanceleres Yuan e Wang Jin eram todos budistas devotos, o Imperador Daizong e os outros funcionários também foram influenciados por eles a se tornarem budistas devotos.
Em 769, o Imperador Daizong queria colocar Du no comando de Luoyang, para substituir Wang. Du recusou, citando uma doença, e foi permitido que não fosse para Luoyang. Ele também renunciou aos seus outros cargos, incluindo o cargo de chanceler, no final de 769. Ele faleceu em 13 de dezembro de 769. Antes de sua morte, ele fez a tonsura e formalmente se tornou um monge budista, e por vontade foi cremado, com suas cinzas colocadas em uma torre, seguindo os costumes budistas, em vez de ser enterrado no solo conforme os costumes chineses da época, sendo muito criticado pelas opiniões populares da época. Ele foi homenageado postumamente.
Liu Xu, o principal editor do Antigo Livro de Tang, comentou sobre Du:
Du Hongjian teve a conquista de preservar o estado, mas não era capaz de defender cidades. No entanto, discordo da crítica na época de como ele tinha comissionado Cui Gan. Naquela época, Cui foi capaz de resistir a Bo Zhenjie ao sul e derrotar Zhang Xiancheng ao norte. Ele precisava ser lidado com sutileza, não pela força. O fato de Cui eventualmente prestar homenagem ao império foi de fato pela estratégia de Du; se Du o tivesse atacado, ele teria sido um bandido sério para lidar. No entanto, sua adoração ao Buda em busca de boa sorte e suas associações com outros para promover seu poder não são maneiras de um cavalheiro agir.